# Парламентские выборы во Франции (1834)
Парламентские выборы во Франции 1834 года проходили 21 июня и были третьими по счёту выборами периода Июльской монархии. Они последовали за роспуском парламента королём Луи-Филиппом I. Луи-Филипп I сделал это с целью ослабить республиканскую оппозицию, которая, как он подозревал, поддерживает волнения в стране. В выборах могли участвовать только граждане, платящие налоги.
Было зарегистрировано 171 015 избирателей, проголосовало 129 211 человек (75,56 %). Подавляющее большинство получили орлеанисты, партия Июльской монархии.

## Результаты
| Партия | Партия               | Места |
| ------ | -------------------- | ----- |
|        | Консерваторы         | 320   |
|        | Оппозиция (либералы) | 75    |
|        | «Третья партия»      | 50    |
|        | Легитимисты          | 15    |